# Призраки Гойи
«Призраки Гойи» (англ. Goya's Ghosts, исп. Los fantasmas de Goya ) — художественный фильм Милоша Формана, последний фильм кинорежиссёра перед его смертью 13 апреля 2018 года. Премьера состоялась 8 ноября 2006 года.

## Сюжет
1792 год. Сюжет фильма разворачивается во времена правления Карла IV, придворным живописцем которого был знаменитый Франсиско Гойя. На заре наполеоновских войн святая инквизиция активизируется в Испании.
В числе прочих в её застенки попадает Инес — дочь богатого купца Томазо Бельбатуа, которую можно было бы даже назвать музой Гойи, так как именно её лицо живописец с регулярностью изображал на картинах и фресках. Юную девушку обвиняют в тайной приверженности иудейству, ведь она отказалась съесть свинину в таверне и попала в поле зрение святых отцов. Её пытают на дыбе и отказываются выпускать.

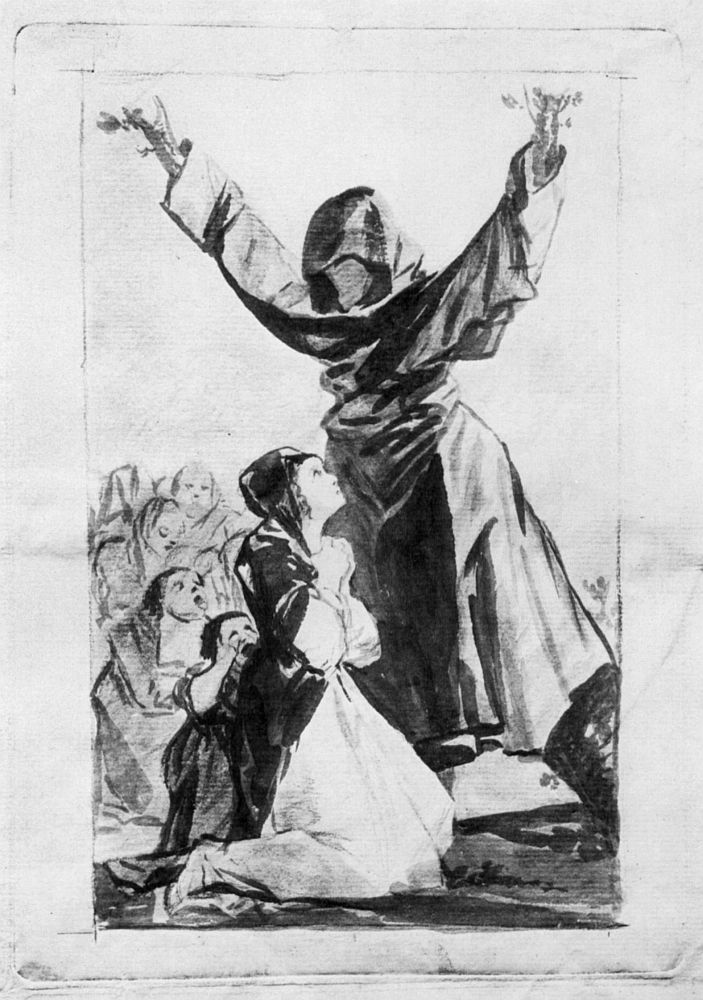
Гравюра Гойи, технология создания которой была показана в фильме

Отец Инес в поисках спасения дочери обращается к Гойе, который в то время работает над портретом отца Лоренцо, влиятельного священника-инквизитора. Лоренцо посещает девушку в тюрьме инквизиции и насилует. С помощью художника Томазо завлекает священника на званый ужин и под пыткой заставляет его подписать компрометирующее признание в том, что он является обезьяной. Священник подписывает это, не выдержав мучений, и понимает: добытое от него под пыткой признание ничем не отличается от собственного признания Инес. Он обещает помочь освободить девушку, но инквизиция не отпускает её, ведь это будет противоречить всем правилам. После обнародования подписанного им признания Лоренцо поспешно скрывается.
Измученная Инес выходит из застенков инквизиции только через 15 лет, с приходом в Испанию наполеоновской армии, упразднившей инквизицию. Вместе с братом Наполеона, наместником Испании, возвращается и бывший отец Лоренцо, который теперь — не монах, а примерный семьянин, верный последователь Вольтера и Дидро, а также влиятельный чиновник наполеоновского режима (это позволяет предположить, что прототипом Лоренцо был реальный исторический персонаж — Хуан Антонио Льоренте).
В городе вовсю бесчинствуют оккупанты. Семья Инес убита. Сама она приходит к Гойе и просит помочь разыскать рождённую ею в заключении дочь. Теперь муза Гойи — изуродованная пытками полубезумная женщина. Престарелый и оглохший, но всё ещё влиятельный живописец обращается за помощью к Лоренцо. Лоренцо отправляет Инес в сумасшедший дом, а сам начинает поиски своей незаконнорождённой дочери.
Гойя случайно встречает Алисию, дочь Инес, — она очень похожа на свою мать, какой та была 15 лет назад. Зарабатывает она на жизнь проституцией. Гойя рассказывает об этом Лоренцо и он наводит о ней справки, связавшись с приютом. Лоренцо пытается дать Алисии денег и отправить её в Америку, но не говорит ей, что он — её отец. Испугавшись его напора, она от него сбегает. Гойе удаётся выкупить Инес из сумасшедшего дома и он ведет её на встречу с дочерью, но по приказу Лоренцо на таверну начинается облава, в которую попадает Алисия, и её, как и других проституток, везут для отправки в Америку. Мать и дочь разминулись на считанные минуты.
Франциско обвиняет Лоренцо в совершенном им действии, но их спор прерывают: прибывший гонец сообщает, что со стороны Португалии в Испанию входят британские войска Веллингтона, выпускают из тюрем заключённых и восстанавливают власть церкви и короля. Лоренцо с семьёй пытаются бежать, примкнув к отправляемым в Америку девушкам, но британцы перехватывают кортеж и возвращают в город. Инес приносит в дом Лоренцо новорожденного ребёнка, который остался один после облавы на таверну, она считает её дочерью, которую хочет показать «отцу».
Члены инквизиции, ранее приговорённые при содействии Лоренцо к казни, освобождены и готовы расправиться со своим бывшим коллегой — не только как с предателем, но и как отступником от веры. Ему предлагают покаяться, вернуться в лоно церкви и сохранить жизнь, но он отказывается.
Заключительная сцена — публичная казнь Лоренцо. Его везут на осле и в шутовском колпаке, он выбрасывает крест из рук, отрекаясь снова. За казнью наблюдают: с балкона — король с приближенными и прижившаяся среди английских офицеров Алисия, из толпы — безумная Инес с ребёнком на руках, которого она с улыбкой показывает Лоренцо. Видит он и Франциско, делающего зарисовку с натуры карандашом.
Лоренцо казнён, и Инес с улыбкой и с ребёнком на руках слепо идёт за телегой, везущей тело единственного мужчины, которого она познала в своей жизни, придерживая труп за руку. Вокруг бегают дети и поют весёлую песенку. Позади за ними идёт Гойя.

## В ролях
| Актёр             | Роль                          |
| ----------------- | ----------------------------- |
| Натали Портман    | Инес / Алисия                 |
| Хавьер Бардем     | Лоренцо                       |
| Стеллан Скарсгард | Франсиско Гойя                |
| Рэнди Куэйд       | король Карл IV                |
| Майкл Лонсдейл    | отец Грегорио                 |
| Джулиан Вэдхем    | Жозеф Бонапарт                |
| Бланка Портильо   | королева Мария-Луиза Пармская |
| Унакс Угальде     | Анхель Бельбатуа брат Инес    |